# Stadion KS Apator im. Mariana Rosego w Toruniu
Stadion KS Apator im. Mariana Rosego – stadion sportowy, który znajdował się w Toruniu przy ul. Broniewskiego 98. Na stadionie między innymi swoje mecze żużlowe rozgrywał Apator Toruń. Stadion wyburzony został po 2008 roku.

## Historia

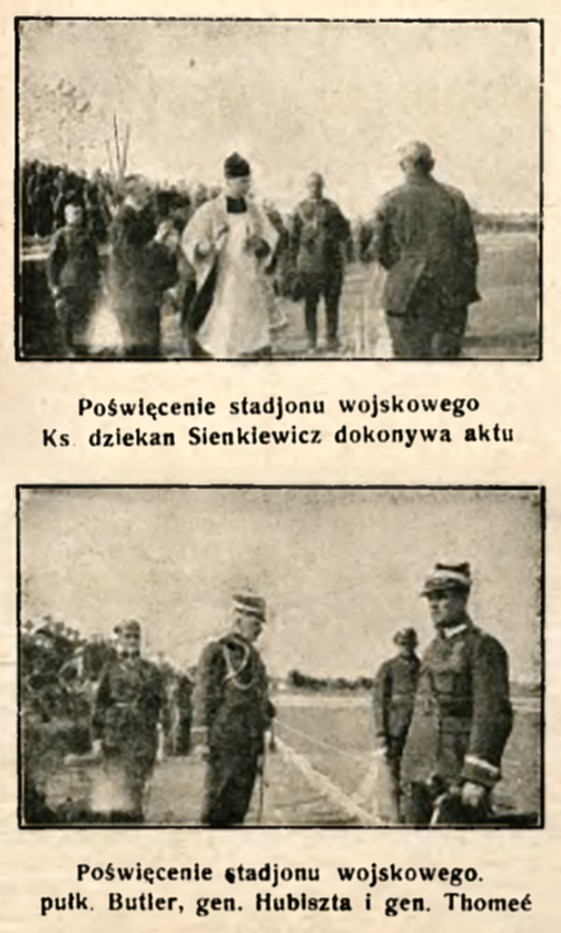
Otwarcie stadionu, Stadjon, 2 października 1924

### Stadion ogólnosportowy
Stadion zbudowało w okresie międzywojennym wojsko, głównie żołnierze 8 Pułku Saperów, jako plac sportowy dla potrzeb Dowództwa Okręgu Korpusu VIII. Ze względu na wojskowe potrzeby przygotowany był do ujeżdżania koni (min. dlatego bieżnia była wyjątkowo długa, bo aż 500-metrowa), ale posiadał główną płytę oraz pełne wyposażenie dla lekkiej atletyki a także dwa boiska treningowe. Obiekt, nazywany ówcześnie Stadionem Wojskowym, otwarto 17 sierpnia 1924 roku, a jedną z pierwszych imprez jakie się na nim odbyły były mistrzostwa VIII DOK. Oprócz drużyn wojskowych (wliczając w to WKS Gryf) ze stadionu korzystał także TKS grając tutaj mecze polskiej ligi piłkarskiej (oba kluby grywały też na Stadionie Miejskim przy ul. Sportowej).
- Był to jeden z dwóch obiektów w Toruniu (drugim był stadion przy ul. Sportowej), na którym zagrali ówcześni mistrzowie Polski w piłce nożnej. 26 maja 1927 TKS Toruń zagrał mecz ligowy z Pogonią Lwów (3:5)[3].
- 3 kwietnia 1927 na tym stadionie rozegrano pierwszy w Toruniu mecz w polskiej lidze piłkarskiej TKS Toruń – Polonia Warszawa (4:3); widzów: ok. 1000[4][5].
- 3 kwietnia 1927 na tym stadionie padła pierwsza bramka w historii polskiej ligi piłkarskiej. W meczu pierwszej kolejki TKS Toruń – Polonia Warszawa w 6. minucie Paweł Gumowski zdobył gola dla TKS[6][7].

### Jako obiekt żużlowy

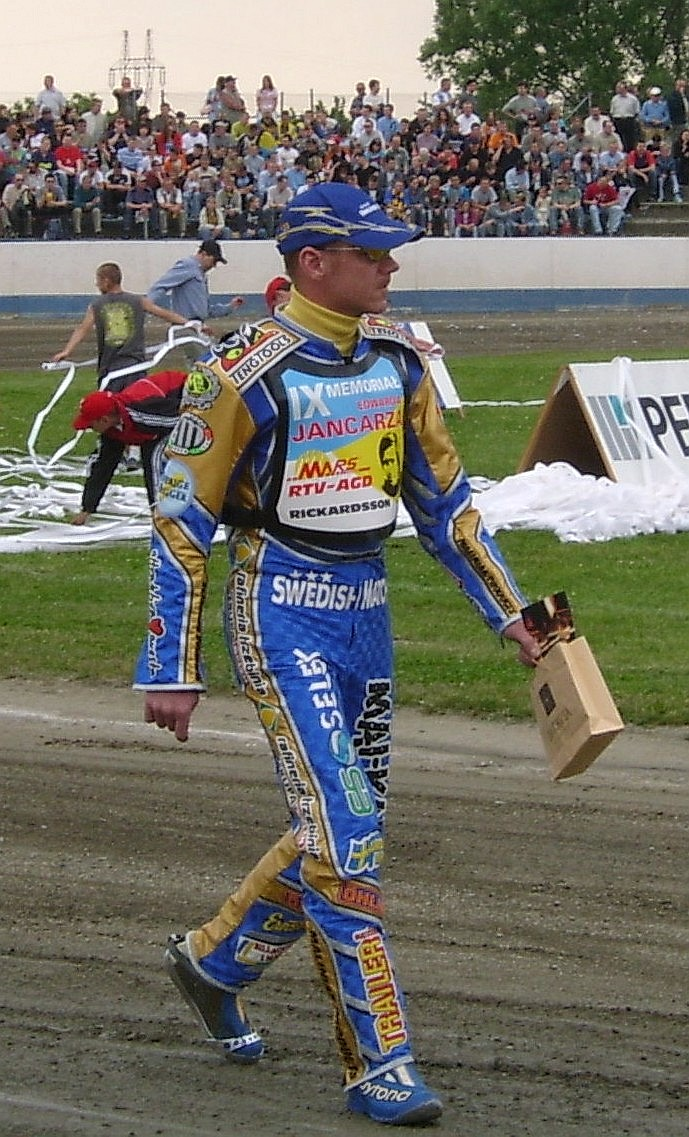
Tony Rickardsson – ostatni rekordzista toru

Po wojnie stadion przekazano żużlowcom, którzy dotychczas korzystali ze Stadionu Miejskiego przy ul. Sportowej, i w roku 1950 odbyły się tu pierwsze zawody motocyklowe. Ponieważ obiekt nie spełniał wymagań stawianych torom żużlowym 12 kwietnia 1957 roku na posiedzeniu Rady Toruńskiego Klubu Motorowego Ligi Przyjaciół Żołnierza zawiązał się komitet organizacyjny budowy odpowiadającego regulaminowym wymogom toru żużlowego. Nowy stadion został zaprojektowany przez Biuro Projektów Budownictwa Ogólnego jako ośrodek sportowy, z torem żużlowym, dwoma boiskami piłkarskimi, bieżnią, urządzeniami do lekkiej atletyki. Na obiekt przeznaczono teren o powierzchni 8,3 hektara. Stadion budowano w czynie społecznym, pomagały w tym przedsięwzięciu toruńskie firmy, przede wszystkim PZWANN. 20 października 1957, w asyście 10 tysięcy kibiców, miało miejsce oficjalne otwarcie zmodernizowanego obiektu, któremu nadano imię Zbigniewa Raniszewskiego.
W kolejnych latach dodawano ogrodzenie toru, częściowe zadaszenie trybuny głównej i oświetlenie. Na mocy uchwały rady Klubu Sportowego „Apator” Toruń w 1994 roku tor przy ulicy Broniewskiego otrzymał nazwę „Stadion KS Apator im. Mariana Rosego”. W sezonie 2006 dodano wymagane dla uzyskania licencji sztuczne oświetlenie o natężeniu 900 luksów. Ostatnimi zawodami toruńskiego klubu na starym stadionie był drugi mecz finałowy drużynowych mistrzostw Polski w sezonie 2008 rozegrany 19 października 2008 roku. Mecz ten zakończył się zwycięstwem gospodarzy nad leszczyńską Unią 47:43 i przypieczętowaniem mistrzowskiego tytułu dla toruńskiej drużyny. Kilka dni później, 25 października, stadion przy ulicy Broniewskiego po raz ostatni oficjalnie gościł żużlowców – był gospodarzem finału Pomorskiej Ligi Młodzieżowej. W związku z budową nowego obiektu, stary miasto sprzedało za 60 270 000 zł. Po wyburzeniu, na jego miejscu powstało centrum handlowe Toruń Plaza.

#### Rekordy toru
| Rekordy toru obiektu żużlowego | Rekordy toru obiektu żużlowego | Rekordy toru obiektu żużlowego | Rekordy toru obiektu żużlowego | Rekordy toru obiektu żużlowego | Rekordy toru obiektu żużlowego | Rekordy toru obiektu żużlowego                                            |
| Tor                            | Czas                           | Zawodnik                       | Narodowość                     | Klub                           | Data                           | Zawody                                                                    |
| ------------------------------ | ------------------------------ | ------------------------------ | ------------------------------ | ------------------------------ | ------------------------------ | ------------------------------------------------------------------------- |
| 403                            | 88,4                           | Alois Durhammer                | Austria                        |                                | 20.10.1957                     | trójmecz towarzyski                                                       |
| 403                            | 86,0                           | Janusz Suchecki                | Polska                         | Skra Warszawa                  | 10.11.1957                     | mecz towarzyski Polonia Bydgoszcz – Skra Warszawa                         |
| 403                            | 85,5                           | Witold Brzozowski              | Polska                         | Skra Warszawa                  | 10.11.1957                     | mecz towarzyski Polonia Bydgoszcz – Skra Warszawa                         |
| 403                            | 85,4                           | Janusz Suchecki                | Polska                         | Skra Warszawa                  | 10.11.1957                     | mecz towarzyski Polonia Bydgoszcz – Skra Warszawa                         |
| 403                            | 84,9                           | Janusz Suchecki                | Polska                         | Skra Warszawa                  | 10.11.1957                     | mecz towarzyski Polonia Bydgoszcz – Skra Warszawa                         |
| 403                            | 83,9                           | Janusz Suchecki                | Polska                         | Legia Warszawa                 | 25.05.1958                     | mecz I-ligowy Legia Warszawa – Górnik Rybnik                              |
| 403                            | 83,0                           | Norbert Świtała                | Polska                         | Polonia Bydgoszcz              | 12.07.1960                     | indywidualne mistrzostwa Pomorza                                          |
| 403                            | 82,4                           | Marian Rose                    | Polska                         | LPŻ Toruń                      | 01.09.1960                     | mecz towarzyski LPŻ Toruń – Tramwajarz Łódź                               |
| 403                            | 80,4                           | Jan Malinowski                 | Polska                         | Stal Rzeszów                   | 07.09.1960                     | turniej o „Srebrną ostrogę IKP”                                           |
| 403                            | 80,0                           | Marian Rose                    | Polska                         | Stal Apator Toruń              | 14.06.1964                     | mecz II-ligowy Stal Apator Toruń – Unia Tarnów                            |
| 403                            | 79,9                           | Marian Rose                    | Polska                         | Stal Apator Toruń              | 25.10.1964                     | indywidualne mistrzostwa Pomorza                                          |
| 381                            | 78,0                           | Stanisław Bauta                | Polska                         | Stal Apator Toruń              | 23.05.1965                     | mecz II-ligowy Stal Apator Toruń – Unia Leszno                            |
| 381                            | 77,2                           | Marian Rose                    | Polska                         | Stal Apator Toruń              | 06.06.1965                     | mecz II-ligowy Stal Apator Toruń – Motor Lublin                           |
| 381                            | 76,0                           | Marian Rose                    | Polska                         | Stal Apator Toruń              | 08.07.1965                     | mecz II-ligowy Stal Apator Toruń – Polonia Piła                           |
| 381                            | 74,4                           | Marian Rose                    | Polska                         | Stal Apator Toruń              | 11.07.1965                     | mecz II-ligowy Stal Apator Toruń – Kolejarz Opole                         |
| 381                            | 73,8                           | Marian Rose                    | Polska                         | Stal Apator Toruń              | 12.08.1965                     | turniej o Złoty Kask                                                      |
| 381                            | 73,6                           | Jan Tkocz                      | Polska                         | Wybrzeże Gdańsk                | 08.05.1966                     | turniej indywidualny                                                      |
| 381                            | 73,6                           | Marian Rose                    | Polska                         | Stal Apator Toruń              | 26.06.1966                     | turniej indywidualny                                                      |
| 381                            | 72,3                           | Marian Rose                    | Polska                         | Stal Toruń                     | 12.04.1970                     | mecz II-ligowy Stal Toruń – Gwardia Łódź                                  |
| 366                            | 74,6                           | Jerzy Kniaź                    | Polska                         | Stal Toruń                     | 27.03.1977                     | mecz I-ligowy Stal Toruń – Wybrzeże Gdańsk                                |
| 366                            | 74,0                           | Andrzej Tkocz                  | Polska                         | ROW Rybnik                     | 14.04.1977                     | ćwierćfinał Złotego Kasku                                                 |
| 366                            | 72,4                           | Józef Jarmuła                  | Polska                         | Włókniarz Częstochowa          | 14.04.1977                     | ćwierćfinał Złotego Kasku                                                 |
| 366                            | 72,0                           | Kazimierz Adamczak             | Polska                         | Unia Leszno                    | 06.04.1978                     | ćwierćfinał indywidualnych mistrzostw Polski                              |
| 366                            | 70,5                           | Zenon Plech                    | Polska                         | Wybrzeże Gdańsk                | 06.04.1978                     | ćwierćfinał indywidualnych mistrzostw Polski                              |
| 366                            | 70,0                           | Wiesław Patynek                | Polska                         | Polonia Bydgoszcz              | 23.04.1978                     | Memoriał Mariana Rose                                                     |
| 366                            | 69,8                           | Zenon Plech                    | Polska                         | Wybrzeże Gdańsk                | 23.04.1978                     | Memoriał Mariana Rose                                                     |
| 366                            | 68,6                           | Jerzy Rembas                   | Polska                         | Stal Gorzów                    | 12.04.1981                     | mecz I-ligowy Apator Toruń – Stal Gorzów                                  |
| 366                            | 68,4                           | Wojciech Żabiałowicz           | Polska                         | Apator Toruń                   | 23.04.1981                     | mecz I-ligowy Apator Toruń – Wybrzeże Gdańsk                              |
| 366                            | 68,2                           | Wojciech Żabiałowicz           | Polska                         | Apator Toruń                   | 28.05.1983                     | mecz I-ligowy Apator Toruń – Start Gniezno                                |
| 366                            | 68,2                           | Wojciech Żabiałowicz           | Polska                         | Apator Toruń                   | 19.06.1983                     | mecz I-ligowy Apator Toruń – Polonia Bydgoszcz                            |
| 366                            | 68,2                           | Wojciech Żabiałowicz           | Polska                         | Apator Toruń                   | 14.07.1984                     | Memoriał Mariana Rose                                                     |
| 349                            | 68,0                           | Maciej Jaworek                 | Polska                         | Falubaz Zielona Góra           | 03.04.1985                     | mecz I-ligowy Apator Toruń – Falubaz Zielona Góra                         |
| 349                            | 67,8                           | Wojciech Żabiałowicz           | Polska                         | Apator Toruń                   | 03.04.1985                     | mecz I-ligowy Apator Toruń – Falubaz Zielona Góra                         |
| 349                            | 67,6                           | Wojciech Żabiałowicz           | Polska                         | Apator Toruń                   | 14.04.1985                     | mecz I-ligowy Apator Toruń – Stal Gorzów                                  |
| 349                            | 67,6                           | Wojciech Żabiałowicz           | Polska                         | Apator Toruń                   | 14.04.1985                     | mecz I-ligowy Apator Toruń – Stal Gorzów                                  |
| 349                            | 67,2                           | Wojciech Żabiałowicz           | Polska                         | Apator Toruń                   | 14.04.1985                     | mecz I-ligowy Apator Toruń – Stal Gorzów                                  |
| 349                            | 66,4                           | Wojciech Żabiałowicz           | Polska                         |                                | 20.04.1985                     | eliminacje indywidualnych mistrzostw świata                               |
| 349                            | 66,2                           | Antonín Kasper                 | Czechosłowacja                 |                                | 20.04.1985                     | eliminacje indywidualnych mistrzostw świata                               |
| 349                            | 66,2                           | Wojciech Żabiałowicz           | Polska                         |                                | 20.04.1985                     | eliminacje indywidualnych mistrzostw świata                               |
| 349                            | 65,8                           | Wojciech Żabiałowicz           | Polska                         | Apator Toruń                   | 24.04.1986                     | finał mistrzostw Polski par klubowych                                     |
| 349                            | 65,64                          | Bohumil Brhel                  | Czechosłowacja                 |                                | 14.06.1986                     | półfinał indywidualnych mistrzostw Europy juniorów                        |
| 349                            | 65,50                          | Sławomir Drabik                | Polska                         | Włókniarz Częstochowa          | 10.08.1986                     | finał młodzieżowych indywidualnych mistrzostw Polski                      |
| 349                            | 65,25                          | Wojciech Żabiałowicz           | Polska                         | Apator Toruń                   | 17.08.1986                     | mecz I-ligowy Apator Toruń – ROW Rybnik                                   |
| 349                            | 64,86                          | Grzegorz Śniegowski            | Polska                         | Apator Toruń                   | 04.09.1986                     | mecz I-ligowy Apator Toruń – Unia Tarnów                                  |
| 349                            | 64,23                          | Erik Gundersen                 | Dania                          |                                | 06.06.1987                     | półfinał mistrzostw świata par                                            |
| 349                            | 63,91                          | Piotr Świst                    | Polska                         |                                | 06.05.1989                     | ćwierćfinał indywidualnych mistrzostw świata juniorów                     |
| 349                            | 63,76                          | Per Jonsson                    | Szwecja                        | Apator Toruń                   | 14.06.1992                     | mecz I-ligowy Apator Toruń – Polonia Bydgoszcz                            |
| 349                            | 63,69                          | Per Jonsson                    | Szwecja                        | Apator Toruń                   | 02.08.1992                     | mecz I-ligowy Apator Toruń – Sparta Aspro Wrocław                         |
| 349                            | 63,62                          | Per Jonsson                    | Szwecja                        | Apator Elektrim Toruń          | 28.03.1993                     | mecz I-ligowy Apator Elektrim Toruń – Motor Lublin                        |
| 349                            | 63,57                          | Per Jonsson                    | Szwecja                        | Apator Elektrim Toruń          | 28.03.1993                     | mecz I-ligowy Apator Elektrim Toruń – Motor Lublin                        |
| 349                            | 62,88                          | Hans Nielsen                   | Dania                          | Motor Lublin                   | 28.03.1993                     | mecz I-ligowy Apator Elektrim Toruń – Motor Lublin                        |
| 349                            | 62,81                          | Hans Nielsen                   | Dania                          | Motor Lublin                   | 28.03.1993                     | mecz I-ligowy Apator Elektrim Toruń – Motor Lublin                        |
| 349                            | 62,81                          | Hans Nielsen                   | Dania                          | Motor Lublin                   | 28.03.1993                     | mecz I-ligowy Apator Elektrim Toruń – Motor Lublin                        |
| 349                            | 61,81                          | Per Jonsson                    | Szwecja                        | Apator Elektrim Toruń          | 17.04.1994                     | mecz I-ligowy Apator Elektrim Toruń – Włókniarz Częstochowa               |
| 349                            | 61,68                          | Ryan Sullivan                  | Australia                      | Jutrzenka Polonia Bydgoszcz    | 26.09.1999                     | turniej indywidualny „Stamir Cup”                                         |
| 333                            | 64,09                          | Robert Kościecha               | Polska                         | Apator Adriana Toruń           | 23.03.2001                     | mecz towarzyski Apator Adriana Toruń – Bractwo Polonia Bydgoszcz          |
| 333                            | 63,74                          | Wiesław Jaguś                  | Polska                         | Apator Adriana Toruń           | 23.03.2001                     | mecz towarzyski Apator Adriana Toruń – Bractwo Polonia Bydgoszcz          |
| 333                            | 63,63                          | Tomasz Gollob                  | Polska                         | Bractwo Polonia Bydgoszcz      | 23.03.2001                     | mecz towarzyski Apator Adriana Toruń – Bractwo Polonia Bydgoszcz          |
| 333                            | 63,34                          | Jason Crump                    | Australia                      | Pergo Gorzów                   | 01.04.2001                     | mecz ekstraligi Apator Adriana Toruń – Pergo Gorzów                       |
| 333                            | 62,66                          | Jason Crump                    | Australia                      | Pergo Gorzów                   | 01.04.2001                     | mecz ekstraligi Apator Adriana Toruń – Pergo Gorzów                       |
| 333                            | 62,44                          | Wiesław Jaguś                  | Polska                         | Apator Adriana Toruń           | 16.04.2001                     | mecz ekstraligi Apator Adriana Toruń – Radson Malma Włókniarz Częstochowa |
| 333                            | 62,34                          | Mirosław Kowalik               | Polska                         | Apator Adriana Toruń           | 16.04.2001                     | mecz ekstraligi Apator Adriana Toruń – Radson Malma Włókniarz Częstochowa |
| 333                            | 60,82                          | Tony Rickardsson               | Szwecja                        | Apator Adriana Toruń           | 08.07.2001                     | mecz ekstraligi Apator Adriana Toruń – Atlas Wrocław                      |
| 333                            | 60,10                          | Tony Rickardsson               | Szwecja                        | Apator Adriana Toruń           | 21.04.2002                     | mecz ekstraligi Apator Adriana Toruń – Point S Polonia Bydgoszcz          |
| 333                            | 60,09                          | Jason Crump                    | Australia                      | Apator Adriana Toruń           | 28.03.2004                     | mecz ekstraligi Apator Adriana Toruń – ZKŻ Quick Mix Zielona Góra         |
| 333                            | 59,03                          | Tony Rickardsson               | Szwecja                        | Unia Tarnów                    | 23.04.2005                     | mecz ekstraligi Apator Adriana Toruń – Unia Tarnów                        |